# 場所細胞

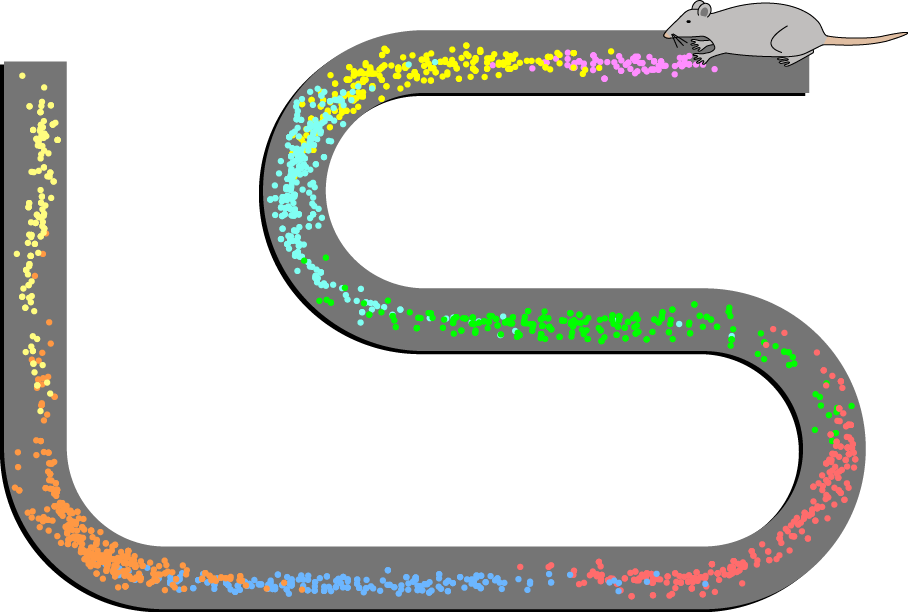
ラットのCA1層から記録された8つの場所の細胞の空間発火パターン。ネズミは高い軌道に沿って前後に走り、両端で止まり、小さな食べ物を食べた。ドットは活動電位が記録された位置を示し、色はどのニューロンがその活動電位を放出したかを示している。

場所細胞（ばしょさいぼう、英: place cell）は、個体が空間的に特定の位置に滞在するときのみ活動する、脳の海馬にある神経細胞である。

## 背景

格子細胞と場所細胞が連携して、動物は自分の位置を決定する。

### 格子細胞との関係

場所細胞は、脳の側頭葉の内側にある海馬に見られる。

### 場所受容野

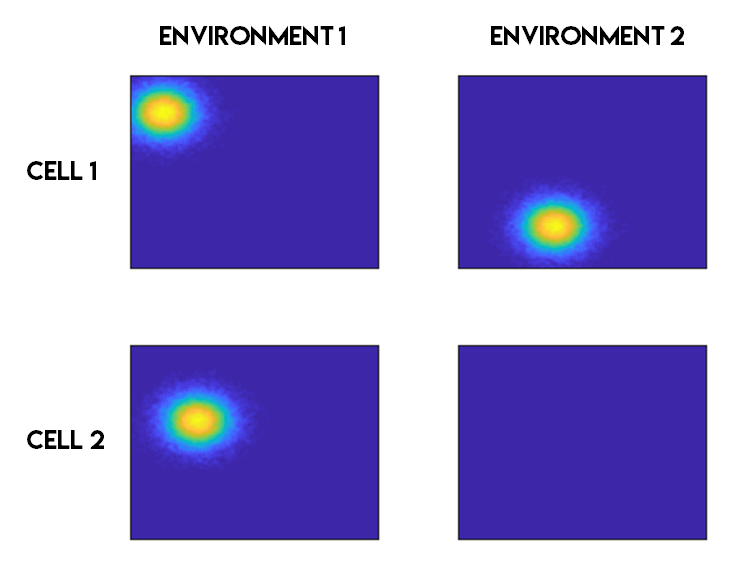
細胞1の場所受容野の場所が環境間で変化し、細胞2が環境2の場所受容野を失う、場所細胞の再マッピングの例。

### 感覚入力

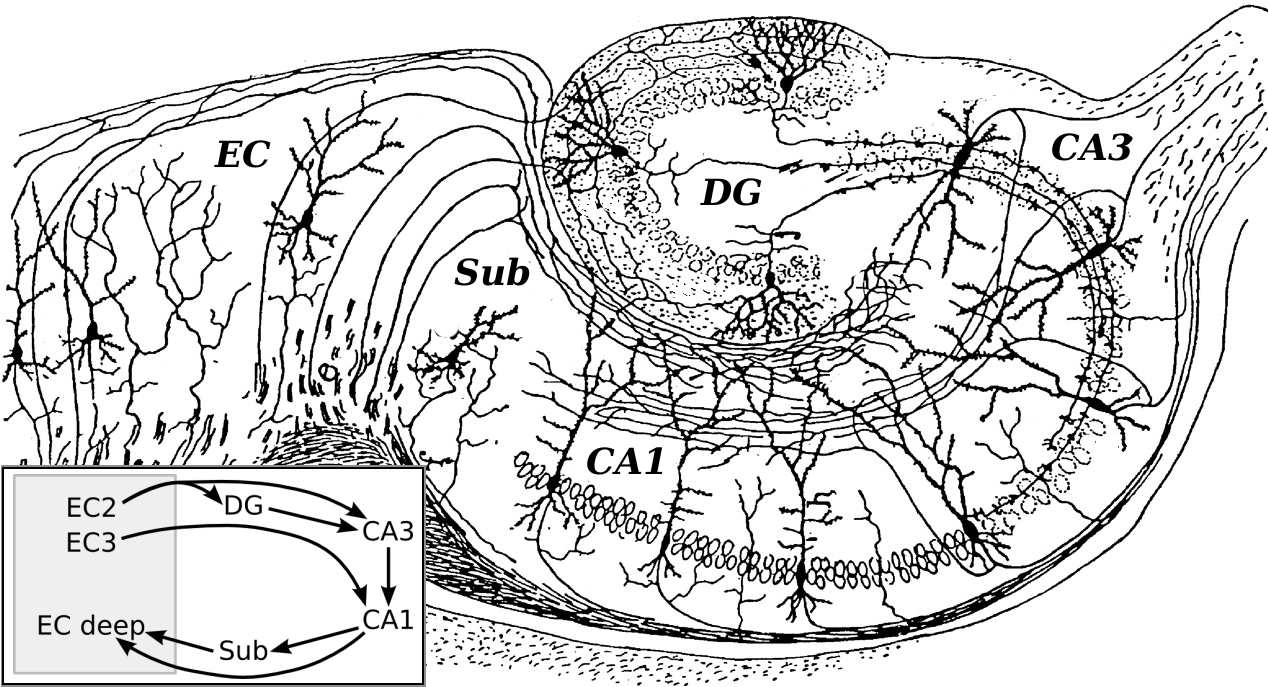
嗅内皮質 （EC）、 歯状回 （DG）およびさまざまな海馬下位領域（CA1およびCA3）を含む海馬形成の解剖学。 挿入図は、これらの異なる領域間の配線を示しています。

#### 動きの入力

格子細胞と場所細胞は、経路の統合に貢献します。これは、現在の位置を推定するために、開始点から移動した距離と方向のベクトルを合計する過程です。

## モデル動物

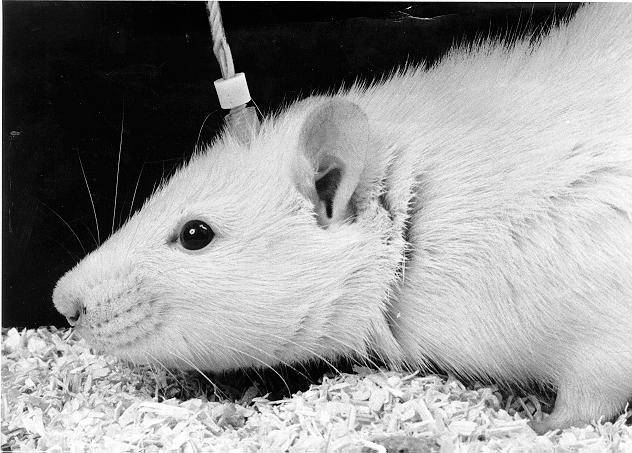
電極が埋め込まれたラット